# Krystyna Świątecka

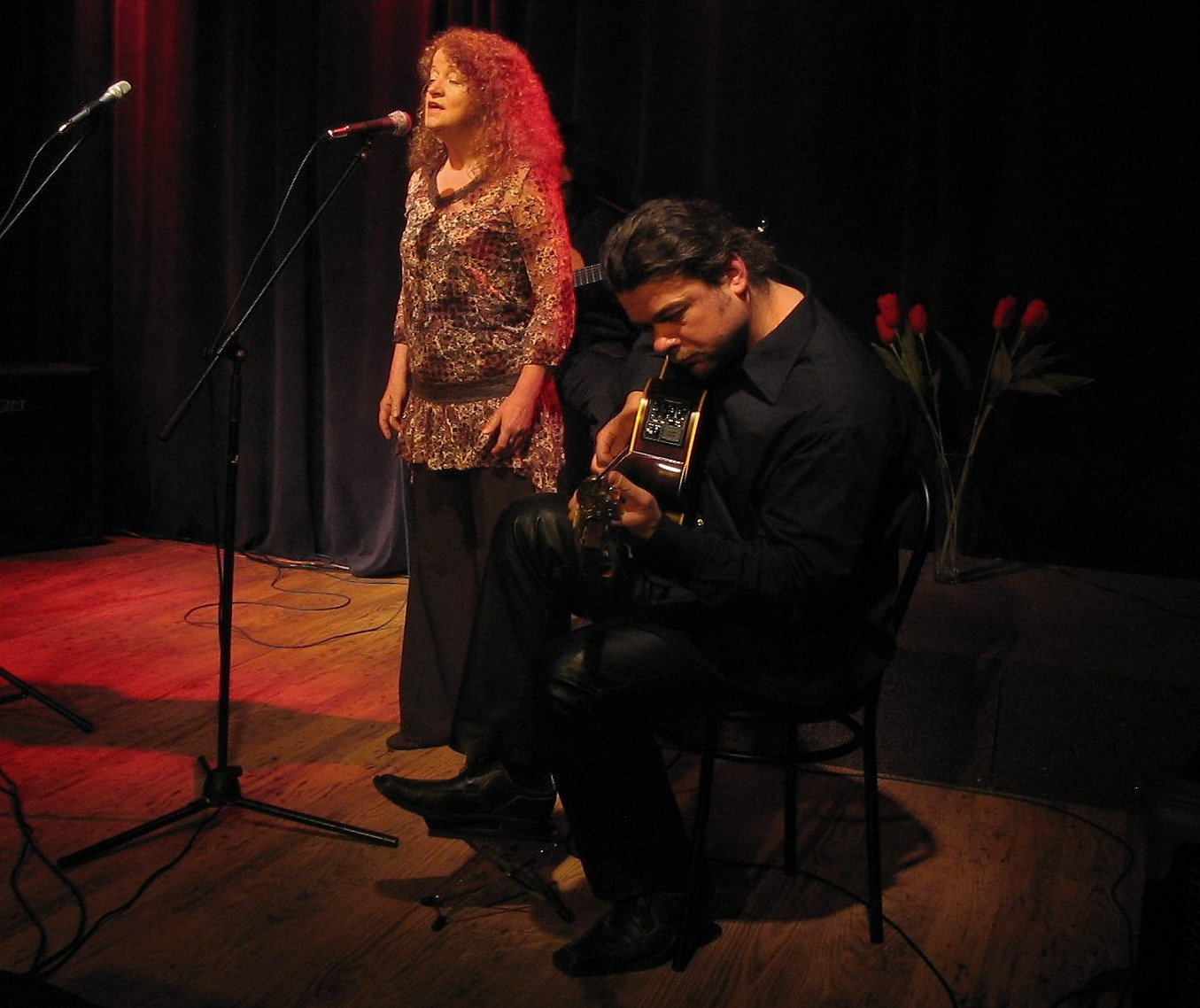
W czasie koncertu w maju 2006

Krystyna Świątecka z d. Anielska (ur. 1957 w Sząbruku) – polska wokalistka poezji śpiewanej, związana z zespołem Czerwony Tulipan.

## Życiorys
Po maturze w II Liceum Ogólnokształcącym studiowała na Wyższej Szkole Pedagogicznej w Olsztynie, którą ukończyła jako nauczycielka wychowania muzycznego.
Krystyna Anielska debiutowała w 1976 jako studentka w zespole Niebo. W 1981 roku stworzyła własny zespół Krystyna Świątecka, z którym w 1983 roku zdobyła Grand Prix Spotkań Zamkowych Śpiewajmy Poezję w Olsztynie. Występowała jako wokalistka z zespołem Czerwony Tulipan, który powstał w 1985 roku. 
W roku 1987 podczas Ogólnopolskich Spotkań Estradowych OSET 87 w Rzeszowie została laureatką nagrody ZASP-u za osobowość sceniczną, a spektakl Taniec życia, z którym wystąpiła w konkursie otrzymał nagrodę za muzykę. Dwa lata później otrzymała nagrodę na Targach Estradowych w Łodzi.

## Dyskografia
- 1989: Niezauważalna (kaseta)
- 2003: Taniec życia (jako kaseta w 1989)